# Redlynch (Wiltshire)
Redlynch è un villaggio e una parrocchia civile della contea del Wiltshire che si trova a circa a circa 6,5 miglia a sud-est di Salisbury, nel Sud Ovest dell'Inghilterra, Regno Unito. Appartiene in larga misura al territorio del New Forest National Park.

## Geografia

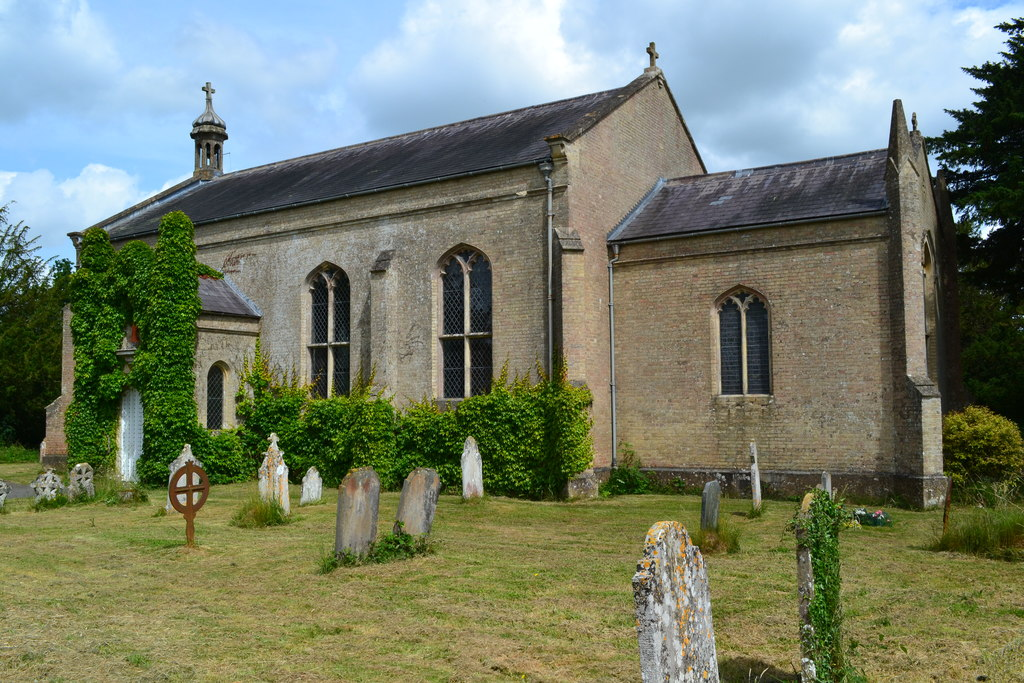
Chiesa di Santa Maria

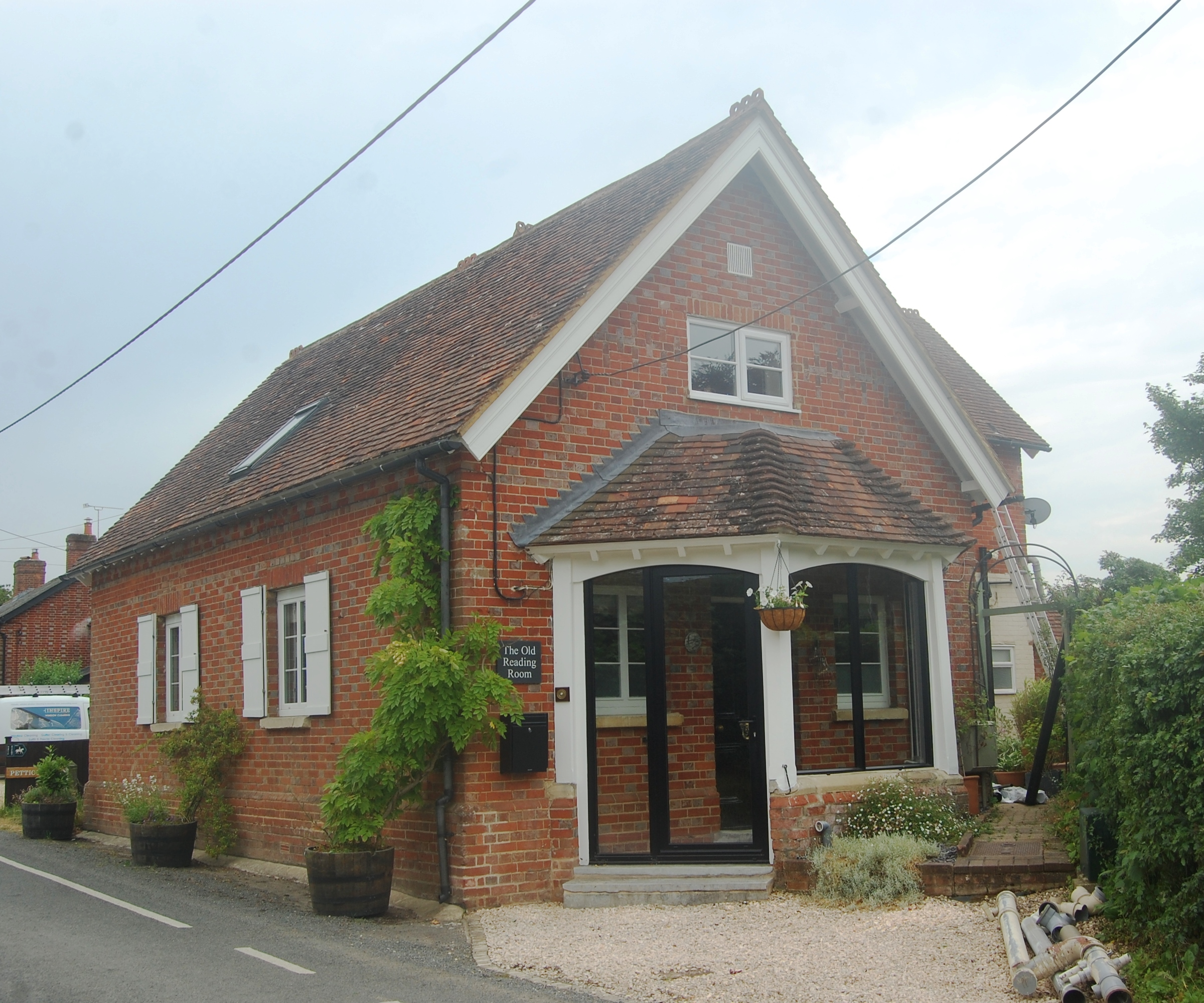
Antica cappella Battista a Grove Lane

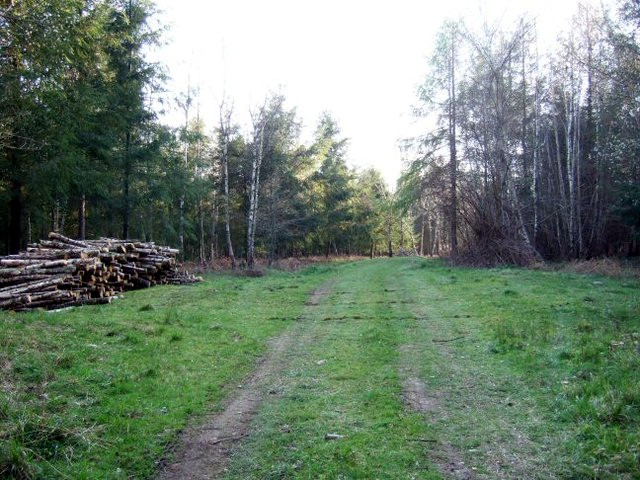
Foresta di Langley a Lover

Il territorio della parrocchia civile appartiene per una certa estensione al New Forest National Park ed è attraversato dal fiume Blackwater che nasce vicino al villaggio di Lover e scorre verso est. Si trova nell'estremo sud-est della contea del Wiltshire. Gran parte della parrocchia faceva parte della tenuta sassone di Downton e in seguito divenne la parte orientale della parrocchia di Downton. La parrocchia moderna contiene gli insediamenti di Morgan's Vale, Woodfalls e Redlynch, che include Lover, precedentemente Warminster Green, e Bohemia. Geologicamente c'è una serie di rocce che corrono approssimativamente da sud-ovest a nord-est. Parte di Morgan's Vale e un'area a nord-ovest della parrocchia sono su gesso con aree di ghiaia di altopiano. Woodfalls e Redlynch e una stretta striscia che corre a nord-est si trovano su Reading Beds con aree di ghiaia di altopiano. C'è un'ampia fascia di argilla che copre l'area di Lover, Bohemia, Langley Wood e East Copse mentre Loosehanger si trova su Bagshot o Whitecliff Sand. Più a est è più complesso con Hamptworth su depositi di terrazze fluviali mentre Hamptworth Common si trova sui Brocklesham Beds e Nomansland su Selsey Sand. Gran parte dell'area era boscosa, all'interno della foresta di Melchet fino al 1377. In seguito c'erano molti pascoli accidentati e alcune aree erano arate.

## Storia
È improbabile che nel territorio ci sia stato un insediamento preistorico prolungato sebbene in passato siano stati scoperti siti di sepoltura dell'età del bronzo. Senza dubbio questa zona era sotto il controllo del villaggio romano di Downton ed è probabile che i successivi Sassoni usassero le aree boschive per la caccia e come terreno di alimentazione per i maiali. Gran parte dell'area fu solo leggermente abitata fino alla fine del XVIII secolo e la maggior parte delle case risale al XX secolo o alla seconda metà del XIX secolo. La parrocchia civile di Redlynch fu creata nel 1896 e nel 1934 Morgan's Vale, Woodfalls e Nomansland furono trasferite ad essa. Nel 2017 Nomansland e Hamptworth furono trasferite alla parrocchia di Landford. L'intera area è inclusa nella tenuta di Downton nel Domesday Book, ma Redlynch probabilmente consisteva solo di una manciata di tuguri a quel tempo e l'intera popolazione potrebbe non essere stata superiore a 50 o 60 persone. Nel XII secolo Pensworth fu creata tramite recinzione di terreni dal Rettore di Downton. Le fattorie erano sparse lungo la strada a nord di Grove Copse. Non fu costruita alcuna chiesa e i terreni a sud rimasero pascoli aperti e brughiere. All'inizio del XIII secolo l'insediamento era ancora molto limitato e sparso e probabilmente solo Pensworth e Hamptworth erano comunità di una certa importanza. Manor Farm a Hamptworth è di origine medievale e l'insediamento è menzionato per la prima volta per nome nel 1306. Nel 1251 circa fu scavato un fossato a Loosehanger per proteggere i terreni appena arati dai cervi, mentre in questo periodo Timber Hill e Milk Hill furono recintate, probabilmente da occupanti abusivi. Woodfalls è menzionato nel XIII secolo e la terra calcarea nella parte occidentale di Morgan's Vale e Woodfalls era recintata, sebbene Paccombe Common rimase aperta fino al 1822. A quel tempo, e per i secoli successivi, l'allevamento di pecore e mais era praticato nelle aree non boschive. All'inizio del XIV secolo Pensworth era di dimensioni ragionevoli e prosperava, sebbene a metà del XV secolo fosse in declino e avesse perso la sua identità nel XVI secolo. Alla fine il nome fu mantenuto solo in due fattorie. Nel 1334 Hamptworth era ricco quanto i villaggi della valle di Avon intorno a Downton e probabilmente rimase un insediamento di dimensioni ragionevoli. Sembra che ci sia stato poco sviluppo nel XV e XVI secolo, sebbene siano state probabilmente istituite nuove piccole proprietà terriere mentre altre continuarono o caddero in disuso. Senza dubbio c'erano abitazioni semi-permanenti per carbonai, taglialegna e altri uomini che usavano i boschi per la loro materia prima. Loosehanger Park fu recintato nel XVII secolo e sebbene gran parte del terreno fosse utilizzato per gli abitanti più poveri, la casa del signore fu costruita in questo periodo, col portico che è datato 1655. Newhouse, a Whiteparish, fu costruita nel 1619, forse come residenza di caccia per Sir Edward Gorges di Langford Castle. A questo punto Hamptworth era composta da fattorie sparse lungo la strada da Langley Wood a Landford. Nel 1700 la lavorazione del pizzo era diventata un'attività artigianale a Redlynch e durante il secolo vennero costruite altre case in questa zona. Le fornaci per mattoni erano in funzione sul lato occidentale di Kiln Road e a sud di Hart Hill e queste producevano mattoni di alta qualità per le belle case del XVIII secolo di Downton. Anche le fornaci per calce erano in funzione nella parrocchia in quel periodo. Nel 1773, sulla mappa di Andrews e Dury del Wiltshire, l'insediamento avveniva principalmente lungo le strade e ai margini dei terreni comuni. Ciò includeva Black Lane a Redlynch, una piccola area a Bohemia, fattorie sparse a Hamptworth, la parte inferiore di Morgan's Vale Road, una fila di cottage a Woodfalls e alcune fattorie in aree altrimenti spopolate. Nel 1802, fu deciso che l'area intorno a Nomansland non faceva parte della New Forest e i coloni costruirono case di fango con argilla ed erica e tetti di paglia. L'insediamento di Bohemia iniziò a crescere all'inizio del XIX secolo e, nel 1841, Morgan's Vale fu riconosciuto come villaggio.Alla fine del secolo iniziò l'insediamento su terreni comuni a Nomansland. I terreni comuni furono recintati nel 1822 e parte del terreno fu suddiviso in piccoli appezzamenti per la costruzione. Una chiesa fu costruita a Warminster Green nel 1837 e a questa fece seguito una scuola nel 1839. A quel tempo Redlynch aveva fucine e una fonderia mentre la fabbricazione di scope era un mestiere locale tradizionale che continuò fino alla seconda guerra mondiale. C'erano due fornaci a Morgan's Vale nel 1837, che in seguito chiusero e furono sostituite da un'altra nel 1900 che continuò fino al 1953 circa. Woodfalls aveva una fonderia di ferro nel 1855 che, come la New Forest Ironworks, fu in attività dal 1875 circa al 1939 circa. A metà del XIX secolo molte persone a Morgan's Vale e Woodfalls erano coinvolte nella produzione di pizzi o scarpe.
Nel 1914 i villaggi non erano uniti. Redlynch era già una parrocchia civile, essendo stata separata da Downton nel 1896. La popolazione, secondo il censimento del 1911, era di 1.299 più 17 da Langley Wood. Morgan’s Vale e Woodfalls erano ancora sotto la parrocchia di Downton e le cifre della popolazione non erano fornite separatamente, sebbene il totale per quelle aree, estratto dal censimento del 1911 per Downton, sia di circa 547. L'intera area era una comunità rurale con boschi e fattorie. L'aumento di commerci e industrie aveva portato a una crescita degli insediamenti alla fine del XIX secolo. Durante la prima parte del XX secolo, le abitazioni aumentarono in tutte le aree, concentrandosi negli ex comuni di Redlynch.

## Monumenti e luoghi d'interesse
Nel territorio di Redlynch sono presenti diversi edifici e luoghi d'interesse, tra questi:
- Chiesa di Santa Maria. Si tratta di una chiesa parrocchiale anglicana risalente all'inizio del XIX secolo. La chiesa fu costruita per servire la popolazione in rapida crescita nella cittadina all'inizio del XIX secolo e fu consacrata il 25 luglio 1837. La chiesa è composta da un presbiterio, una navata e un portico sul lato sud. È costruita in mattoni Fisherton giallo-grigi, con rivestimenti in pietra Bath e un tetto in ardesia. Al momento della sua costruzione fu descritta come una struttura ordinata e sobria in stile gotico. Da allora, è cambiata poco esternamente. Internamente ha subito modifiche che ne hanno ridotto la capienza. Attorno alla chiesa c'è un ampio cimitero. La chiesa appartiene alla diocesi di Salisbury e dal 4 luglio 1985 è considerata un monumento classificato di seconda categoria.[5][6]